# 팔도 쌍나팔
"팔도 쌍나팔"은 한국에서 제작된 김정용 감독의 1987년 영화이다. 정진화 등이 주연으로 출연하였고 연제현 등이 제작에 참여하였다.

## 출연

### 주연
- 정진화
- 최은정
- 이강조
- 소비아
- 정진아

## 기타
- 조명: 한덕후
- 녹음: 김성찬